# U 21 (U-Boot, 1936)
U 21 war ein deutsches U-Boot vom Typ II B, das im Zweiten Weltkrieg von der Kriegsmarine eingesetzt wurde.

## Geschichte
Der Bauauftrag für das Boot wurde am 2. Februar 1935 an die Germaniawerft in Kiel vergeben. Die Kiellegung erfolgte am 1. April 1936, der Stapellauf am 31. Juli 1936, und die Indienststellung am 3. August 1936.
Das Boot gehörte bis 1937 als Reserve- und dann bis 1939 als Kampfboot der U-Flottille „Weddigen“ an. Im Zuge der Neuordnung der U-Flottillen ab 1. Januar 1940 kam es zur 1. U-Flottille in Kiel. Nach sieben Unternehmungen diente das Boot vom 1. Juli 1940 als Schulboot bei der 21. U-Flottille in Pillau, wo es am 5. August 1944 außer Dienst gestellt wurde.
U 21 unternahm sieben Feindfahrten, auf denen sieben Schiffe mit einer Gesamttonnage von 11.875 BRT versenkt wurden.

## Einsatzstatistik

### Erste Feindfahrt
Das Boot lief am 25. August 1939 um 3:55 Uhr von Wilhelmshaven aus und am 5. September 1939 um 1:15 Uhr wieder dort ein. Auf dieser zwölf Tage dauernden Unternehmung vor der niederländischen Küste wurden keine Schiffe versenkt oder beschädigt.

### Zweite Feindfahrt
Das Boot lief am 9. September 1939 um 12:00 Uhr von Wilhelmshaven aus und am 1. Oktober 1939 um 11:50 Uhr wieder dort ein. Auf dieser 23 Tage dauernden Unternehmung in der Nordsee wurden keine Schiffe versenkt oder beschädigt. Am 9. September 1939 griff die HMS Ursula (N 59) (Lt.Cdr. GC Philips, RN) U-35 und U-21 erfolglos an und feuerte die ersten fünf britischen U-Boot-Torpedos des Krieges ab. Der Angriff erfolgte 37 km nördlich der niederländischen Insel Schiermonnikoog.

### Werftaufenthalt
U 21 legte am 2. Oktober 1939 um 13:30 Uhr in Wilhelmshaven ab und verlegte zur Instandsetzung nach Kiel, wo es am 3. Oktober 1939 festmachte.

### Dritte Feindfahrt
Das Boot lief am 22. Oktober 1939 um 3:00 Uhr von Kiel aus und am 8. November 1939 um 22:35 Uhr wieder dort ein. Auf dieser 18 Tage dauernden Minenlegeunternehmung vor dem Firth of Forth wurden durch die im Seegebiet um die Position 56° 7′ 1″ N, 2° 57′ 6″ O ausgelegten Minen ein Dampfer mit 2.266 BRT sowie ein Minenleger von 605 t versenkt und ein Schwerer Kreuzer von 11.500 t beschädigt. Am 6. November 1939 griff die Sealion (Lt.Cdr. B. Bryant, RN) U 21 erfolglos an und feuerte sechs Torpedos ab, die alle ihr Ziel verfehlten.
- 21. November 1939: Beschädigung des britischen Leichten Kreuzers Belfast (11.500 t) durch einen Minentreffer.
- 21. November 1939: Versenkung des britischen Netzleger Bayonet (539 t) durch einen Minentreffer. Es gab 15 Tote.
- 24. Februar 1940: Versenkung des britischen Dampfers Royal Archer. (2.266 BRT) (Lage) durch einen Minentreffer. Er hatte 630 t Stückgut an Bord und war auf dem Weg von London nach Leith. Es gab keine Toten, 27 Überlebende.

### Vierte Feindfahrt
Das Boot lief am 27. November 1939 um 4:00 Uhr von Kiel aus und am 5. Dezember 1939 um 20:15 Uhr wieder dort ein. Auf dieser neun Tage dauernden und zirka 1.000 sm langen Unternehmung an der britischen Ostküste wurde zwei Schiffe versenkt.
- 1. Dezember 1939: Versenkung des norwegischen Dampfers Arcturus (1.277 BRT) durch einen G7a-Torpedo. Er hatte Tee, Glas, Draht und Schuhe geladen und war auf dem Weg nach Trondheim. Es gab neun Tote.
- 1. Dezember 1939: Versenkung des norwegischen Dampfers MERCATOR (4.260 BRT).

### Fünfte Feindfahrt
Das Boot lief am 17. Dezember 1939 um 3:00 Uhr von Kiel aus und am 24. Dezember 1939 um 15:10 Uhr wieder dort ein. Auf dieser acht Tage dauernden und zirka 1.100 sm langen Unternehmung an der britischen Ostküste wurden zwei Schiffe mit insgesamt 2.827 BRT versenkt.
- 21. Dezember 1939: Versenkung des schwedischen Dampfers Mars (1.475 BRT) (Lage) durch einen G7a-Torpedo. Er hatte Kohle geladen und befand sich auf dem Weg von Leith über Malmö nach Stockholm. Es gab 18 Tote.
- 21. Dezember 1939: Versenkung des schwedischen Dampfers Carl Henckel. (1.352 BRT) (Lage) durch zwei G7a-Torpedos. Er hatte Kohle geladen und befand sich auf dem Weg von Leith (Schottland) über Malmö (Schweden) nach Stockholm (Schweden). Es gab zehn Tote.

### Sechste Feindfahrt
Das Boot lief am 27. Januar 1940 um 0:15 Uhr von Kiel aus und am 9. Februar 1940 um 17:40 Uhr in Wilhelmshaven ein. Auf dieser 14 Tage dauernden und circa 1.740 sm über- und 912 sm unter Wasser langen Unternehmung an der britischen Ostküste wurden zwei Schiffe mit zusammen 4.912 BRT versenkt.
- 31. Januar 1940: Versenkung des dänischen Dampfers Vidar (1.353 BRT) (Lage) durch drei G7a-Torpedos. Er hatte Stahlbarren geladen und befand sich auf dem Weg von Grimsby nach Esberg. Es gab 16 Tote und 18 Überlebende.
- 4. Februar 1940: Versenkung des jugoslawischen Dampfers Vid (3.574 BRT) (Lage) durch einen G7a-Torpedo. Ladung, Kurs und Menschenverluste blieben unbekannt.

### Siebente Feindfahrt und Internierung
Das Boot lief am 21. März 1940 um 14:15 Uhr von Wilhelmshaven aus. Am 26. März 1940 lief es vor der Insel Odknuppen am Eingang zum Odfjord in Norwegen auf Grund und kam nicht wieder frei. Es wurde von einem norwegischen Schlepper erst nach Mandal und am 12. April 1940 nach Kristiansand geschleppt, wo die Bootsbesatzung interniert wurde.

### Neuindienststellung
Nach der deutschen Besetzung von Norwegen beim Unternehmen Weserübung im April 1940 wurde das Boot wieder von der Kriegsmarine übernommen. Es lief am 16. April 1940 um 20:00 Uhr aus Kristiansand aus und traf am 20. April 1940 in Kiel ein.

## Weitere Verwendung
Nach einer großen Instandsetzung bei den Deutschen Werken Kiel vom 21. April 1940 bis zum 11. Juli 1940 verließ das Boot am 12. Juli 1940 Kiel und lief am 13. Juli 1940 in Pillau ein, wo es bis zu seiner Außerdienststellung am 5. August 1944 als Schulboot der 21. U-Flottille Verwendung fand.

## Verbleib
Das Boot wurde am 5. August 1944 in Pillau außer Dienst gestellt, im Februar 1945 ausgeschlachtet und abgebrochen.